# Peterokut
Peterokut je svaki geometrijski lik koji se sastoji od pet kuteva. Zbroj kutova peterokuta iznosi 540°.

## Pravilni peterokut
Kod pravilnog peterokuta sve stranice iste su duljine, svaki kut peterokuta ima 108° (5x108 = 540)
Površina pravilnog peterokuta stranice t računa se po sljedećoj formuli:
{\displaystyle P={\frac {t^{2}{\sqrt {25+10{\sqrt {5}}}}}{4}}={\frac {5t^{2}\tan(54^{\circ })}{4}}\approx 1.720477401t^{2}.}

## Konstrukcija pravilnog peterokuta
Konstrukcija pravilnog peterokuta upisanog u krug uči se u osnovnoj školi pomoću šestara.